# 伯纳德·海廷克
伯纳德·约翰·赫尔曼·海廷克 ，CH，KBE（1929年3月4日—2021年10月21日），荷兰指挥家。他曾担任多个国际乐团的首席指挥，包括在皇家音乐厅管弦乐团（1961-1988）、伦敦爱乐乐团（1967-1979）、德累斯顿国家管弦乐团（2002-2004）、芝加哥交响乐团（2006-2010）。他在伦敦的逍遥音乐节指挥了90场音乐会。

## 生平

### 早年
海廷克出生于阿姆斯特丹，曾在阿姆斯特丹音乐学院学习小提琴和指挥，1954至1955年间师从指挥家费迪南德·莱特纳。

### 職業生涯
1954年，海廷克首次登台指挥，與荷兰广播联合乐团（Netherlands Radio Union Orchestra，即荷兰广播爱乐乐团的前身）合作。1957年，他成为该团首席指挥。此後，海廷克轉往英國樂壇發展。
1956年11月7日，他替代因病不能上场的朱里尼成功指挥凯鲁比尼的《安魂曲》，与皇家音乐厅管弦乐团进行了首次合作。1961年至1964年間，海廷克与欧根·约夫姆共同担任皇家音乐厅管弦乐团首席指挥，1963年海廷克成为唯一的首席指挥。海廷克与皇家音乐厅管弦乐团合作，为飞利浦唱片公司录制了许多唱片，后来又为迪卡和EMI古典录制。
1967－1979年，海廷克担任伦敦爱乐乐团首席指挥。1978－1988年，担任格林德本歌剧节的音乐指导。1988年，海廷克离开皇家音乐厅管弦乐团，他的继任者为里卡多·夏伊。1987－1998年，海廷克担任伦敦皇家歌剧院音乐指导。

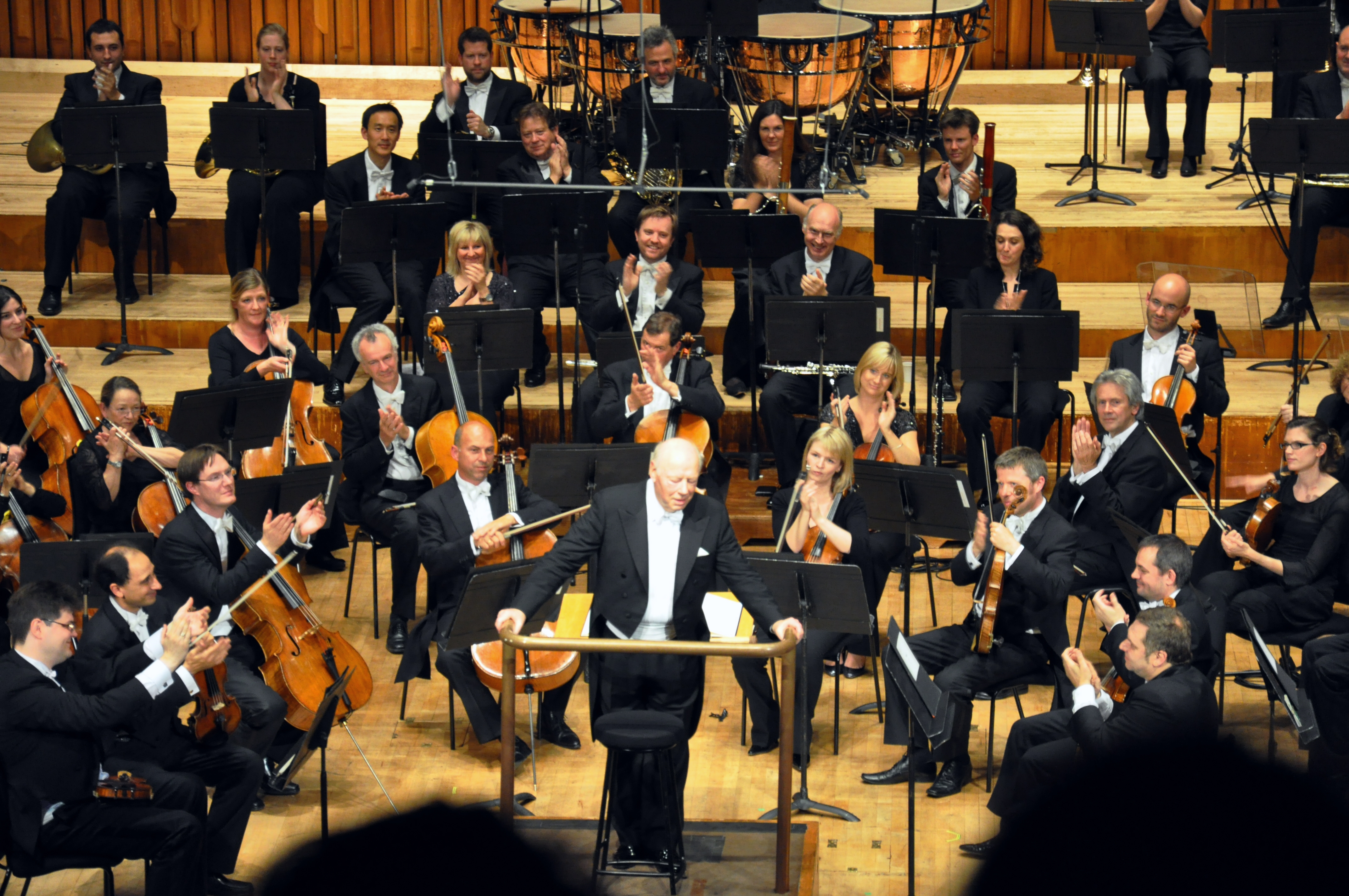
海廷克在伦敦巴比肯艺术中心与伦敦交响乐团合作，2011年

海廷克从1995年到2004年担任波士顿交响乐团的首席客座指挥。此外，他还与法国国家管弦乐团和伦敦交响乐团合作演出。在2000年代初期，他与伦敦交响乐团为LSO Live厂牌录制了贝多芬和勃拉姆斯的全套交响曲。海廷克还是柏林爱乐乐团的名誉成员。
2002年起，海廷克担任德累斯顿国家管弦乐团首席指挥，由于在继任人选举方面海廷克与有关方面出现意见分歧，他于2004年提前离任，而且再未回到德累斯顿指挥。
2006－2010年，担任芝加哥交响乐团首席指挥。
2015年6月，欧盟青年管弦乐团宣布任命海廷克为桂冠指挥。
2019年6月，海廷克在受訪時證實，他將於9月份正式退休。在指揮生涯的最後三個月內，海廷克的演出包括了：
- 荷蘭廣播愛樂（2019年6月15日[2]）
- 維也納愛樂（逍遙音樂節，2019年9月3日[3]；這亦是海廷克在逍遙音樂節的第90場音樂會）
- 維也納愛樂（琉森音樂節，2019年9月6日[4]）

2021年10月21日，海廷克在伦敦的家中去世，享年92歲。

## 獲獎與榮譽

### 国家级荣誉
- 艺术与文学勋章骑士（法国，1972年）
- 大英帝国勋章爵级司令（英国，1977年）
- 皇家勋章（英语：Order of the Crown (Belgium)）军官（比利时，1977年）
- 名誉勋位（英国，2002年）[8]
- 荷兰雄狮勋章（英语：Order of the Netherlands Lion）指挥官（荷兰，2017年）

### 音乐、文化奖项
- 伊拉斯谟奖（荷兰，1991年）
- 格莱美奖（美国，2003年、2008年）
- 留声机奖终身成就奖（英国，2015年）

## 作品節選

### 商業錄音
海廷克曾与多个乐团合作录制唱片，包括皇家音乐厅管弦乐团、波士顿交响乐团、芝加哥交响乐团、伦敦爱乐乐团、伦敦交响乐团和巴伐利亚广播交响乐团。海廷克的指挥曲目很广，录制了包括贝多芬、勃拉姆斯、柴可夫斯基、布鲁克纳，马勒和肖斯塔科维奇等作曲家的交响曲全集。其他录音包括德彪西的完整管弦乐作品和埃尔加的两部交响曲。
他为多个唱片公司录制了唱片，包括飞利浦唱片、EMI古典、哥伦比亚唱片、LSO Live、RCO Live 和CSO Resound。以下列舉其代表性之錄音作品：
- (CD). Decca Music Group Ltd. 2006. Barcode 028947574132.

## 外部連結
- 伯纳德·海廷克的Discogs页面（英文）